# ATX Open
ATX Open je profesionální tenisový turnaj žen hraný v texaském hlavním městě Austinu. Založen byl v roce 2023. Na okruhu WTA Tour představuje součást kategorie WTA 250. Dějištěm se stal Westwood Country Club s jedenácti venkovními dvorci.

## Historie
Ženská tenisová asociace oznámila vznik turnaje v březnu 2022 a do kalendáře WTA Tour 2023 jej oficiálně začlenila v listopadu 2022. ATX Open představuje závěrečnou přípravu na dva velké americké turnaje v Indian Wells a Miami. V úvodním ročníku se na okruhu připojil ke třem výlučně ženským událostem hraným na území Spojených států, v Charlestonu, San Diegu a Clevelandu.
Již od sezóny 2019 v Austinu probíhala šňůra profesionálních turnajů DropShot Tournament Series v rámci okruhu ITF, kterou inicioval místní promotér a miliardář Bryan Sheffield s turnajovým ředitelem a bývalým tenistou světové dvacítky Christem Van Rensburgem. Po získání licence od WTA zvolili austinský areál Westwood Country Clubu, který prošel rekonstrukcí. Vznikl tak dočasný centrální stadion pro 1 700 sedících diváků a druhý velký dvorec Grandstand.
Austin rovněž hostil čtvrtfinále Davis Cupu 2011, v němž Američané podlehli Španělům. Do dvouhry ATX Open nastupuje třicet dva singlistek a čtyřhry se účastní šestnáct párů.

## Přehled finále

### Dvouhra
| Rok  | vítězka           | finalistka           | výsledek      |
| ---- | ----------------- | -------------------- | ------------- |
| 2023 | Marta Kosťuková   | Varvara Gračovová    | 6–3, 7–5      |
| 2024 | Jüan Jüe          | Wang Si-jü           | 6–4, 7–6(7–4) |
| 2025 | Jessica Pegulaová | McCartney Kesslerová | 7–5, 6–2      |

### Čtyřhra
| Rok  | vítězky                              | finalistky                                 | výsledek         |
| ---- | ------------------------------------ | ------------------------------------------ | ---------------- |
| 2023 | Erin Routliffeová Aldila Sutjiadiová | Nicole Melichar-Martinezová Ellen Perezová | 6–4, 3–6, [10–8] |
| 2024 | Olivia Gadecká Olivia Nichollsová    | Katarzyna Kawaová Bibiane Schoofsová       | 6–2, 6–4         |
| 2025 | Anna Blinkovová Jüan Jüe             | McCartney Kesslerová Čang Šuaj             | 3–6, 6–1, [10–4] |